# 대전원신흥초등학교
대전원신흥초등학교(大田元新興初等學校)는 대한민국 대전광역시 유성구 원신흥동에 소재한 공립 초등학교이다.

## 학교 연혁
- 2011. 4. 1 대전원신흥초등학교 개교 (6학급 편성, 유치원 1학급)
- 2012. 2.13 제1회 졸업식
- 2012. 3. 1 7학급 편성(특수학급 1학급 포함, 병설유치원 1학급)
- 2013. 2.15 제2회 졸업식
- 2013. 3. 1 11학급 편성(특수학급 1학급 포함, 병설유치원 2학급)
- 2013. 9. 1 병설유치원 분리(원신흥유치원으로 단설 개원)
- 2014. 2.13 제3회 졸업식
- 2014. 3. 1 13학급 편성(특수학급 1학급 포함)
- 2014.03.01. 스마트모델학교 지정
- 2014.03.01. 생활지도협력학교 지정
- 2014.03.01. 어울림모듈학교 지정
- 2015.02.13. 제4회 졸업식
- 2015.03.01. 15학급 편성
- 2015.03.01. 친구사랑 3운동 선도학교 지정
- 2015.03.01. 바탕교육(발달교육) 선도학교 지정
- 2015.03.01. 행복코칭 어깨동무 선도학교 지정

## 참고 자료
- 대전원신흥초등학교 - 한국교육학술정보원 학교알리미